# Draconarius yosiianus
Draconarius yosiianus là một loài nhện trong họ Amaurobiidae.
Loài này thuộc chi Draconarius. Draconarius yosiianus được miêu tả năm 1999 bởi Nishikawa.